# Douglas A-26
Die Douglas A-26 Invader war ein zweimotoriger leichter Bomber aus US-amerikanischer Produktion, der in mehreren Versionen (unter anderem A-26, B-26, A-26A) sowohl im Zweiten Weltkrieg wie auch im Korea-, im Portugiesischen Kolonial-, im Vietnamkrieg sowie während der Kongo-Krise eingesetzt wurde. Der Erstflug der XA-26 fand am 10. Juli 1942 statt, die letzte Maschine wurde 1972 ausgemustert. Ungewöhnlich für die damalige Zeit war die Auslegung mit nur einem Piloten (also keine der damals üblichen Doppelsteuerungen) und mit ferngesteuerten MGs in zwei Türmen. Beeindruckend war die Anzahl der starren Rohrwaffen. Die Versionen mit unverglastem Rumpfbug trugen sechs, später acht 12,7mm-MGs in der Nase, in den Tragflächen konnten weitere sechs Waffen eingebaut werden. Wahlweise waren stattdessen auch acht Tragflächen-MGs in vier Doppelbehältern unter den Tragflächen möglich; somit konnte die maximale Bewaffnung sechzehn starre MGs und vier ferngesteuerte MGs betragen.
Die Douglas Aircraft Company stellte 2503 Exemplare her. 1948 wurde die Bezeichnung von A-26 (A wie Attack = Angriff) auf B-26 (B wie Bomber) umgestellt, nachdem die letzten Martin B-26 Marauder ausgemustert worden waren.

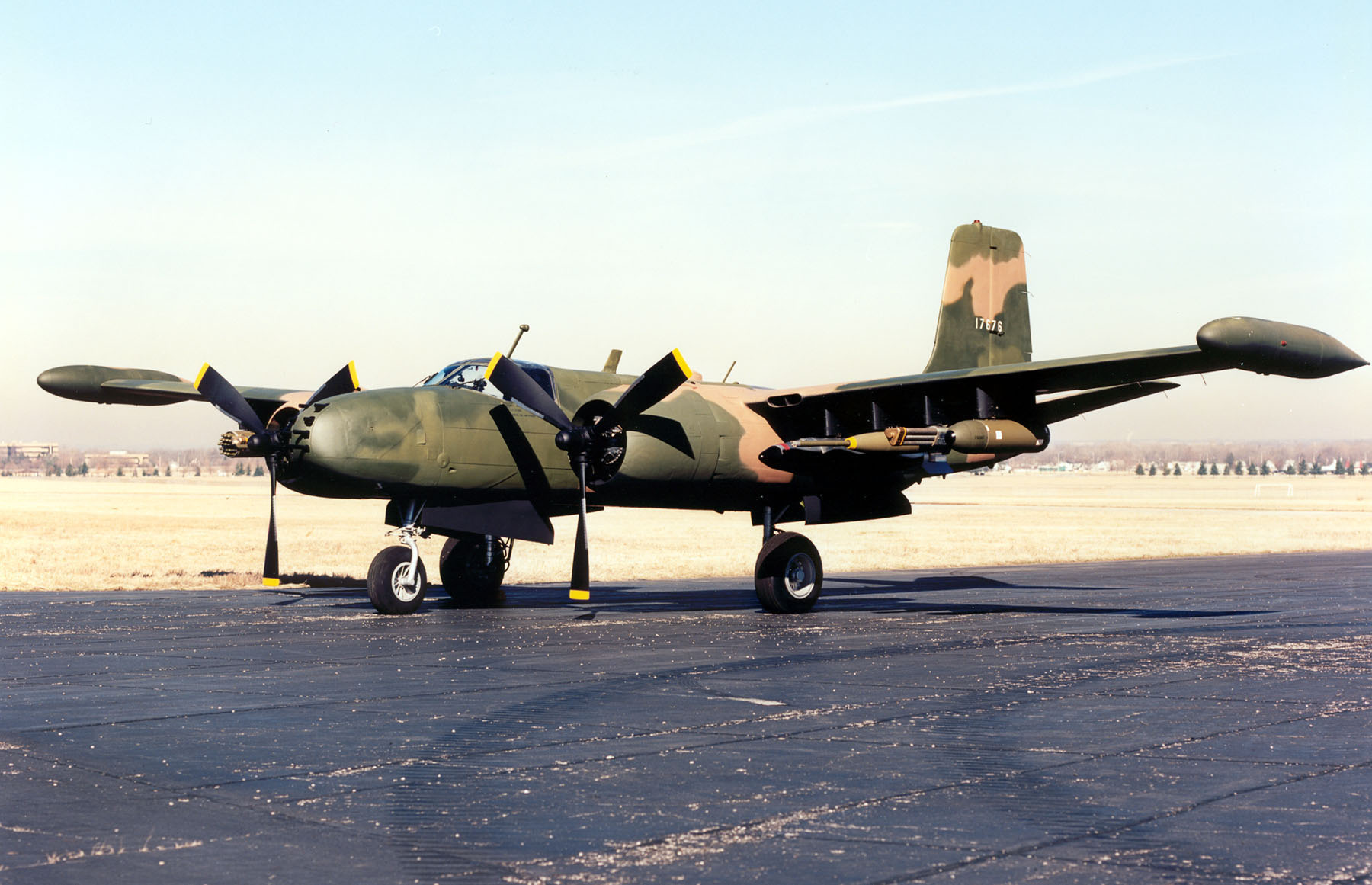
B-26K in Vietnam

Im Vietnamkrieg wurde diese Bezeichnung aus politischen Gründen wieder von „B-26 K“ in „A-26 A“ geändert, um die Maschine nicht als Bomber, sondern als Angriffsflugzeug zu deklarieren und sie in Thailand mit der 609th SOS (Special Operations Squadron) stationieren zu können. Damit wurden Angriffe auf Nachschubwege geflogen.

## Kampfeinsatz

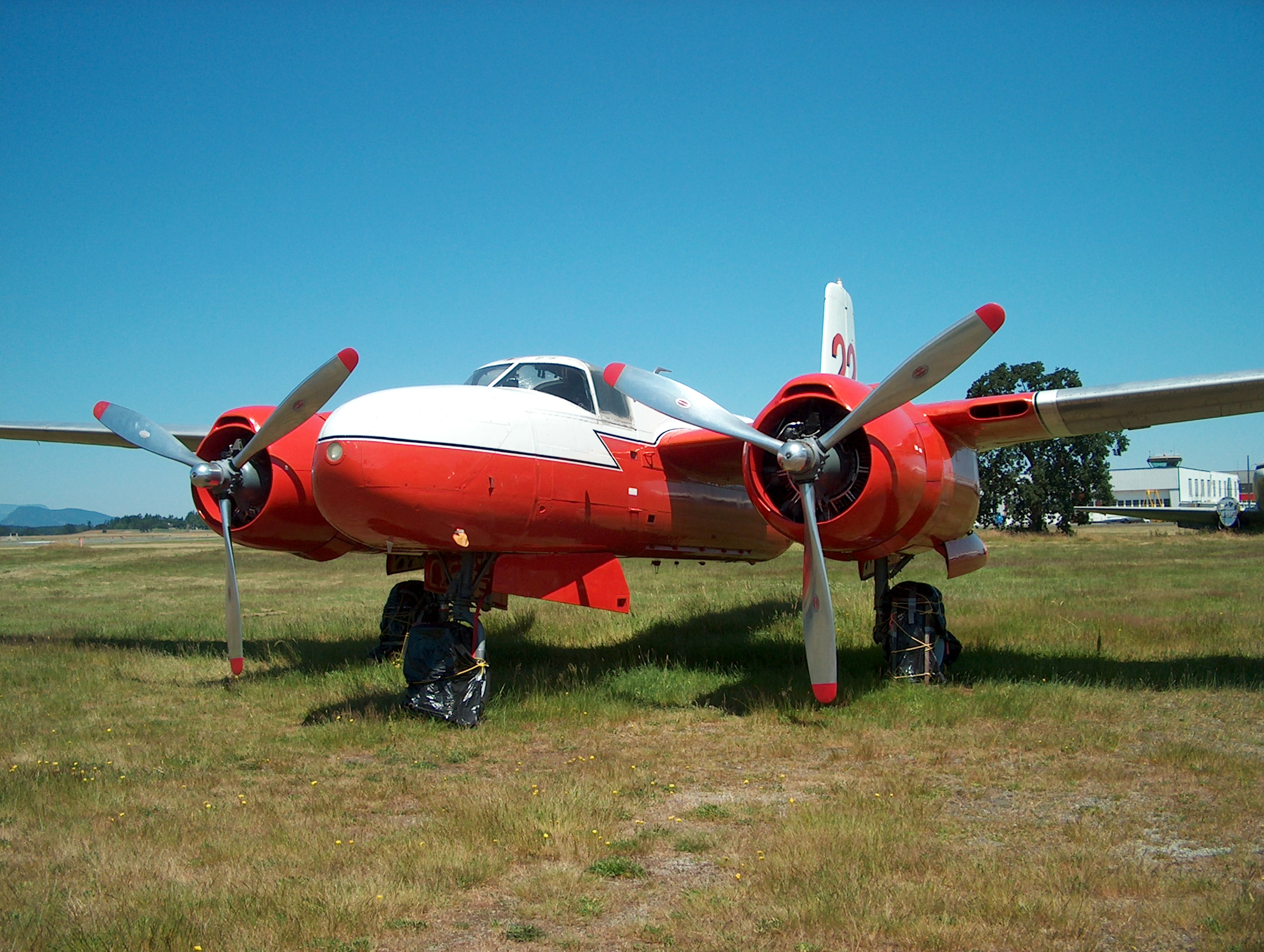
Löschflugzeug B-26

Die ersten vollständig ausgerüsteten Bombergruppen in Europa waren die 416th und 409th Bombardement Group, die im November 1944 ihre ersten Einsätze flogen. Ihnen folgten Gruppen in Italien, und auch auf dem Kriegsschauplatz im Pazifik wurde das neue Modell Mitte 1944 eingeführt. Insgesamt flogen A-26 trotz ihres späten Erscheinens auf dem europäischen Kriegsschauplatz noch mehr als 11.000 Einsätze.
In Korea flogen die B-26 insgesamt 60.096 Einsätze. Dabei gingen 210 Flugzeuge verloren. Die Einsatzverluste beliefen sich auf 168 Flugzeuge, davon 56 durch Feindeinwirkung (zum größten Teil durch Bodenbeschuss). 41 fielen Unfällen zum Opfer, 71 Flugzeuge blieben vermisst. 283 Besatzungsmitglieder wurden getötet, 324 waren vermisst und 63 verwundet. Die Aufklärer RB-26/WB-26 flogen 11.944 Einsätze bei insgesamt 16 Verlusten, davon sieben im Einsatz. Die Personalverluste betrugen vier Tote und ein Verwundeter.
Im Indochinakrieg flogen die französischen Truppen ab 1951 72 B-26 und 8 RB-26, die von den USA im Rahmen des Mutual Defense Assistance Program geliefert wurden. Dabei gingen mindestens 24 Flugzeuge verloren, davon 13 im Kampfeinsatz. Am 30. Juni 1954 betrug der Flugzeugbestand 79 B-26 und 7 RB-26, sodass weitere Flugzeuge außerhalb des MDAP geliefert worden sein müssen (unter Berücksichtigung der Verluste mindestens 18 B-26).
Bei der Invasion in der Schweinebucht flogen A/B-26 auf beiden Seiten, die USA verloren zwei. Die über der Schweinebucht eingesetzte exilkubanische Einheit wurde 1964 von der CIA auch zur Bekämpfung der Simba-Rebellion in die Demokratische Republik Kongo geschickt und nutzte dort die A-26 in der Ausführung B-26K Counter Invader.
1961 traten bei dem betagten Muster Flügelbrüche auf, und die Maschinen wurden zurückgezogen. Gleichzeitig beauftragte die Regierung die Firma On Mark Engineering damit, die B-26 zu modernisieren und mit verstärkter Struktur auszurüsten. Noch einmal kehrten A/B-26 nach Vietnam zurück.
In Vietnam betrugen die Einsatzverluste 22 A-26 zwischen 1962 und 1969 mit 51 getöteten Besatzungsmitgliedern. Dort erwarb sich die Maschine einen Ruf als „Truck Killer“ und zerstörte auf den Nachschubrouten über 4000 Lkw.
Ende der 1960er Jahre hatten fast alle Zellen ihre maximale Lebensdauer erreicht, und die A-26 verschwand 1971 aus den Arsenalen. Dennoch wurden einige Maschinen instand gesetzt und fungierten noch lange als Feuerlöschflugzeuge in Kanada oder auch als schnelle Geschäftsreiseflugzeuge vor der Einführung strahlgetriebener Muster.

## Versionen
- XA-26: Prototyp mit der Seriennummer 41-19504.
- XA-26A: Prototyp einer Nachtjäger-Variante (Seriennummer 41-19505) mit zwei Piloten und einem Radaroffizier/Bordschützen.
- XA-26B Prototyp der Bomberversion mit geschlossenem Bug (Seriennummer 41-19588) und einem Piloten, einem Navigator sowie einem Bordschützen.
- A-26B Serienversion des leichten Bombers, 1150 A-26B wurden in Long Beach (Kalifornien) gebaut (A-26B-1-DL bis A-26B-66-DL) und 205 im Werk in Tulsa (Oklahoma) (A-26B-5-DT bis A-26B-25-DT). Im geschlossenen Bug waren sechs oder acht starr nach vorne feuernde 12,7-mm-MG angebracht.
- A-26C: Serienversion des leichten Bombers mit verglaster „Nase“ und Norden-Bombenzielgerät. Zwei starr nach vorne feuernde 12,7-mm-MG wurden an der rechten Rumpfseite angebracht. Die Besatzung bestand aus dem Piloten und einem Copiloten (mit doppelter Steuerung), dem Bordschützen und einem Navigator/Bombenschützen. Ferner konnte ein Flugingenieur mitfliegen. 1091 A-26C wurden gebaut, 1086 in Tulsa (A-26C-16-DT bis A-26B-55-DT) und fünf in Long Beach (A-26C-1-DL und A-26C-2-DL).
- XA-26D Prototyp für die A-26D (Seriennummer 44-34776) mit acht starr nach vorne feuernden 12,7-mm-MG im Rumpf und weiteren sechs in den Tragflächen. Nach dem Kriegsende wurde eine Bestellung von 750 Maschinen storniert.
- XA-26E: Prototyp für die A-26E mit verglastem Bug (Seriennummer 44-25563). Nach dem Kriegsende wurde eine Bestellung von 2150 Maschinen storniert.
- XA-26F Prototyp für eine Variante mit zwei 2100 PS leistenden R-2800-83-Motoren mit Vierblatt-Propellern und einem General Electric J31-Triebwerk im Heck (Seriennummer 44-34586).
- A-26Z: Inoffizielle Bezeichnung einer Variante mit Pratt & Whitney-R-2800-Motoren, verbessertem Cockpit und Tragflächenspitzentanks. Die A-26G hätte einen geschlossenen Bug gehabt, die A-26H einen verglasten. Im Oktober 1945 befand die USAAF aber, dass genügend A-26 vorhanden waren, und die Versionen wurden gestrichen.
- JD-1 : Version der US Navy. Eine A-26B (44-34217) und eine A-26C (44-35467) wurden während des Zweiten Weltkrieges an die US Navy übergeben, 140 weitere nach dem Krieg. Sie wurden als Zielschleppflugzeuge (JD-1, nach 1962 UB-26J) oder Drohnenkontrollflugzeuge (JD-1D, nach 1962 DB-26J) eingesetzt.
- RB-26C: unbewaffnete Aufklärungsversion der A-26C mit Kameras und Leuchtbomben.
- YB-26K Prototyp, Umbau der A-26 durch die Firma On Mark Engineering: die Maschine hatte R-2800-103-Motoren, verstärkte Tragflächen und ein vergrößertes Heckleitwerk. Ferner wurden die Avionik sowie die Bewaffnung modernisiert. Die Maschine erhielt statt der Tragflächenwaffen nun acht Außenlaststationen sowie Flügelspitzentanks und die Geschütztürme wurde entfernt. Im Mai 1966 wurde die Maschine von der USAF als A-26A bezeichnet.
- B-26K Counter Invader: Umbau von 40 B-26B oder TB-26B und drei B-26C durch On Mark Engineering mit 2500 PS leistenden R-2800-52W-Motoren und der Bewaffnung der YB-26K, Einsatz im Vietnam-Krieg als A-26A.
- RB-26L Umbau von zwei RB-26C (44-34718 und 44-35782) zur Nacht-Aufklärung.

## Produktion
Abnahme der A-26 durch die USAAF:
| Hersteller          | Version | 1943 | 1944 | 1945  | 1946 | SUMME |
| ------------------- | ------- | ---- | ---- | ----- | ---- | ----- |
| Douglas, El Segundo | XA-26   | 1    |      |       |      | 1     |
| Douglas, El Segundo | XA-26A  | 1    |      |       |      | 1     |
| Douglas, El Segundo | XA-26B  |      | 1    |       |      | 1     |
| Douglas, Long Beach | A-26B   | 7    | 395  | 748   |      | 1.150 |
| Douglas, Tulsa      | A-26B   |      | 205  |       |      | 205   |
| Douglas, Long Beach | A-26C   |      |      | 5     |      | 5     |
| Douglas, Tulsa      | A-26C   |      | 110  | 976   |      | 1.086 |
| Douglas, Long Beach | XA-26D  |      |      | 1     |      | 1     |
| Douglas, Long Beach | XA-26E  |      |      |       | 1    | 1     |
| Douglas, Long Beach | XA-26F  |      |      |       | 1    | 1     |
| SUMME               |         | 9    | 711  | 1.730 | 2    | 2.452 |

## Technische Daten

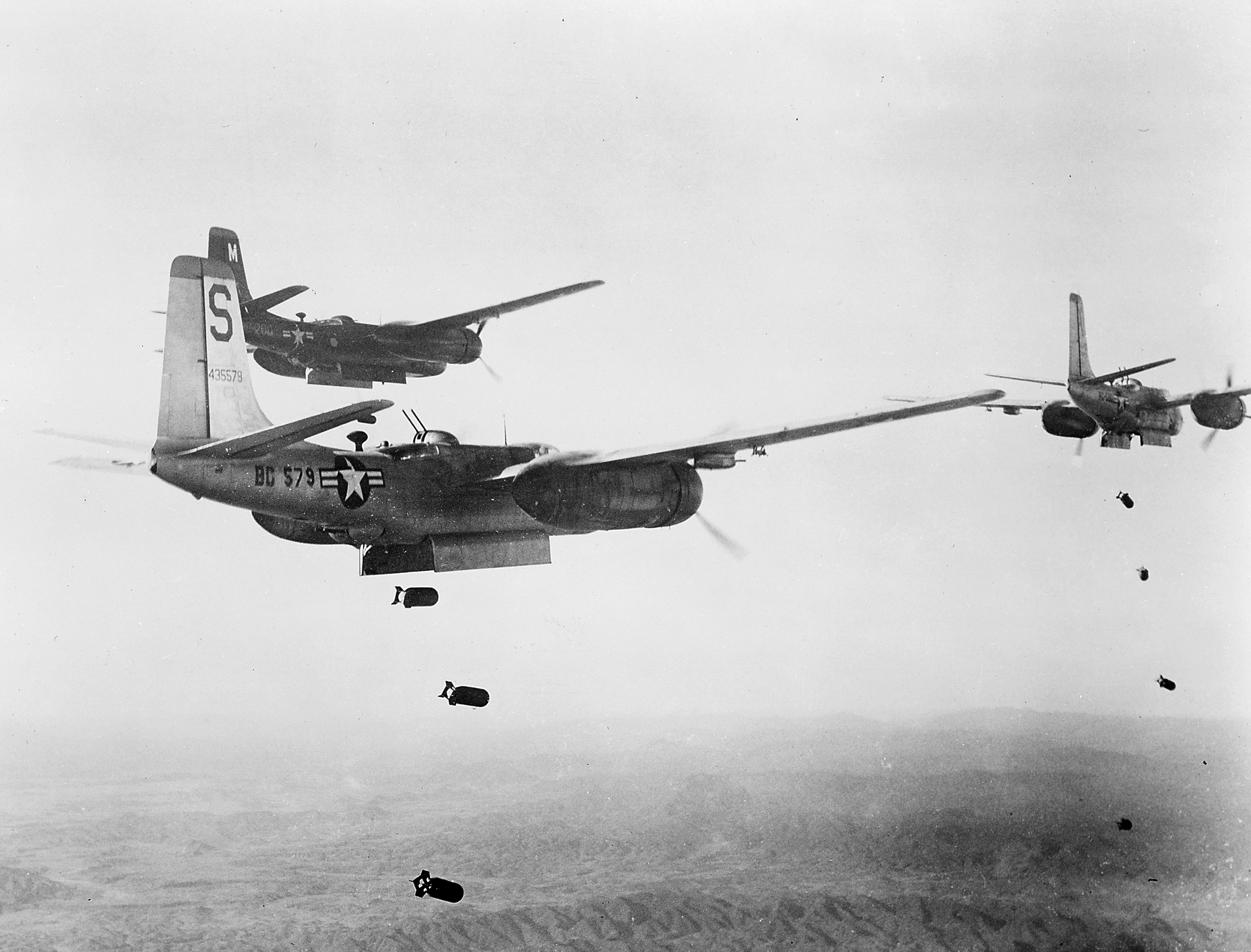
B-26 beim Bombenabwurf im Koreakrieg, 1951

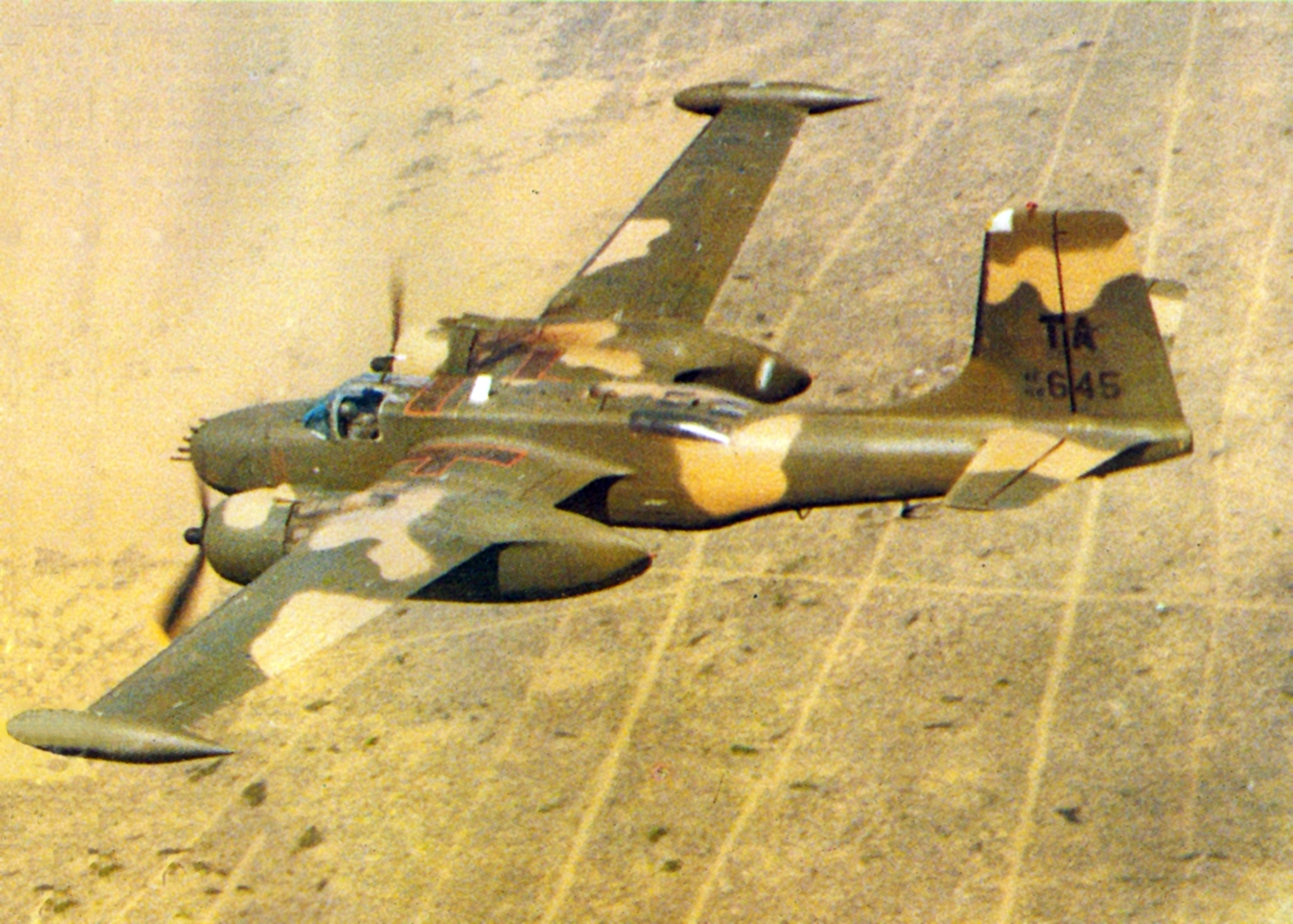
Eine A-26A bzw. B-26K der 609th SOS (Special Operations Squadron) im Vietnamkrieg, 1969

| Kenngröße             | Daten                                                                                         |
| --------------------- | --------------------------------------------------------------------------------------------- |
| Besatzung             | 3                                                                                             |
| Länge                 | 15,24 m                                                                                       |
| Spannweite            | 21,34 m                                                                                       |
| Höhe                  | 5,64 m                                                                                        |
| Leermasse             | 10.365 kg                                                                                     |
| max. Startmasse       | 15.900 kg                                                                                     |
| Antrieb               | zwei Pratt & Whitney R-2800-27-Double-Wasp- Doppelsternmotoren mit je 2.000 PS (ca. 1.470 kW) |
| Höchstgeschwindigkeit | 570 km/h                                                                                      |
| Dienstgipfelhöhe      | 6700 m                                                                                        |
| Reichweite            | 2300 km                                                                                       |
| Bewaffnung            | acht 12,7-mm-MG, 2265 kg Bombenlast und 14 Raketen                                            |